# Chciwość (film 2011)
Chciwość (ang. Margin Call) – amerykański film z 2011 w reżyserii J.C. Chandora.
Film przedstawia wydarzenia w przededniu światowego kryzysu finansowego trwającego od 2007. Miejscem akcji jest nowojorskie biuro dużego banku inwestycyjnego wzorowane luźno na siedzibie holdingu Lehman Brothers. Najważniejszym tematem filmu są dylematy moralne bohaterów, którzy zostają zmuszeni do wyrachowanej bezwzględności w myśl zasady, że ten, kto wywoła kryzys pierwszy i pogrąży gospodarkę w chaosie, zyska miliony. Jest to prawdopodobnie pierwszy film fabularny poświęcony kryzysowi.
Odtwórcami głównych ról są Kevin Spacey, Demi Moore, Jeremy Irons, Paul Bettany, Zachary Quinto, Stanley Tucci, Simon Baker i Penn Badgley.
Premiera filmu miała miejsce podczas Sundance Film Festival w styczniu 2011. Polska premiera filmu odbyła się 26 grudnia 2011 roku, natomiast przedpremierowy pokaz zorganizowano w Warszawie 6 grudnia 2011 z okazji zakończenia konkursu BossaFX zogranizowanego przez Dom Maklerski Banku Ochrony Środowiska.

## Obsada
- Kevin Spacey jako Sam Rogers
- Paul Bettany jako Will Emerson
- Jeremy Irons jako John Tuld
- Zachary Quinto jako Peter Sullivan
- Penn Badgley jako Seth Bregman
- Simon Baker jako Jared Cohen
- Aasif Mandvi jako Ramesh Shah
- Mary McDonnell jako Mary Rogers
- Stanley Tucci jako Eric Dale
- Demi Moore jako Sarah Robertson
- Ashley Williams jako Heather Burke
- Al Sapienza jako Louis Carmelo

## Nagrody i nominacje
Film został nominowany do nagrody za najlepszy debiut scenariuszowy i najlepszy debiut reżyserski Independent Spirit Awards, a także do nagrody Złotego Niedźwiedzia na Festiwalu w Berlinie.
Film nagrodzono Nagrodą Roberta Altmana.